# Čeglje
 Čeglje  falu Horvátországban Zágráb megyében. Közigazgatásilag Jasztrebarszkához tartozik.

## Fekvése
Zágrábtól 36 km-re, községközpontjától 7 km-re délnyugatra, a megye déli határán fekszik. 

## Története
1598-ban „Czeglye” néven említik először. 1649-ben „possessio Chegle ad castrum Okijch”, 1673-ban „Siegel” néven szerepel a korabeli forrásokban. 1783-ban az első katonai felmérés térképén „Dorf Cseglin” néven szerepel. A falunak 1857-ben 359, 1910-ben 507 lakosa volt. Trianon előtt Zágráb vármegye Károlyvárosi járásához tartozott. 2001-ben 445 lakosa volt.

## Lakosság
| Lakosság változása | Lakosság változása | Lakosság változása | Lakosság változása | Lakosság változása | Lakosság változása | Lakosság változása | Lakosság változása | Lakosság változása | Lakosság változása | Lakosság változása | Lakosság változása | Lakosság változása | Lakosság változása | Lakosság változása |
| ------------------ | ------------------ | ------------------ | ------------------ | ------------------ | ------------------ | ------------------ | ------------------ | ------------------ | ------------------ | ------------------ | ------------------ | ------------------ | ------------------ | ------------------ |
| 1857               | 1869               | 1880               | 1890               | 1900               | 1910               | 1921               | 1931               | 1948               | 1953               | 1961               | 1971               | 1981               | 1991               | 2001               |
| 359                | 488                | 440                | 482                | 496                | 507                | 518                | 568                | 625                | 673                | 635                | 589                | 541                | 562                | 445                |

## Nevezetességei
Szent Mihály főangyal tiszteletére szentelt temploma a draganići plébánia filiája.

## Külső hivatkozások
- Jasztrebaszka város hivatalos oldala
- Az első katonai felmérés térképe (1763-1787)